# Sergej Fokin (fotbollsspelare)
Sergej Aleksandrovitj Fokin (ryska: Сергей Александрович Фокин), född den 26 juli 1961 i Uljanovsk, Ryssland, är en rysk (och tidigare sovjetisk) före detta fotbollsspelare som med det Sovjetiska landslaget tog OS-guld vid de olympiska sommarspelen 1988 i Seoul.

### Webbkällor
- Denna artikel är helt eller delvis översatt från motsvarande artikel på engelska wikipedia.
- Sports-reference.com (engelska)